# Frank Underwood
Francis J. "Frank" Underwood é um personagem fictício e protagonista da websérie norte-americana House of Cards. Criado por Beau Willimon e interpretado por Kevin Spacey, o personagem é uma variação de Francis Urquhart, o protagonista do romance e da minissérie de televisão britânica House of Cards, que serviu de base à série norte-americana.
Frank Underwood é natural de Gaffney, Carolina do Sul. Formou-se no The Sentinel, uma versão ficcional do The Citadel, o Colégio Militar da Carolina do Sul, e na Harvard Law School. Alguns dos diálogos do personagem são apresentados em discurso direto ao espectador, uma técnica narrativa que quebra a quarta parede. Ele é o Corregedor da Maioria na Câmara dos Representantes dos Estados Unidos durante a primeira temporada, pertencendo ao Partido Democrata.
O personagem foi descrito como manipulador, conivente, maquiavélico, e também cruel e homicida, ao mesmo tempo que recebe importantes elogios por parte da crítica por ser um dos anti-heróis da televisão do século XXI.

## História
"O poder é muito parecido com o mercado imobiliário. Tudo resume-se a localização, localização, localização. Quanto mais perto se está da fonte, maior o seu valor."

O novo presidente Garrett Walker quebra sua promessa feita com Underwood e o ignora na nomeação para Secretário de Estado, mesmo ele tendo sido fundamental para a eleição de Walker. Ele é informado disso pela Chefe de Gabinete Linda Vasquez pouco antes da cerimônia de posse. Com a ajuda de sua esposa Claire e de seu chefe de gabinete Doug Stamper, Underwood usa sua posição na Câmara dos Representantes para começar a planejar sua vingança contra o novo presidente. Ele rapidamente alia-se com a repórter Zoe Barnes e começa a manipular o também deputado Peter Russo da Pensilvânia.
Relação com Claire
Stelter descreve Frank e Claire Underwood como um casal de "maquinações". Michael Dobbs compara a natureza da relação com a das personagens na série original britânica e com a relação entre Macbeth e Lady Macbeth.
Relação com Zoe Barnes
Underwood desenvolve uma relação íntima com a repórter do Washington Herald e Slugline, Zoe Barnes, com o conhecimento de Claire. Quando a série começa, Zoe está desesperada para subir na carreira, deixando de cobrir o Conselho do Condado de Fairfax para cobrir o que acontece nos corredores do poder do Capitólio. No final do primeiro episódio, Zoe Barnes já faz parte do quadro de cúmplices de Frank.

## Repercussão
Dave Itzkoff do The New York Times chamou Underwood de um "político calculista" que faz "algumas das coisas mais perversas e dissimuladas imagináveis". Brian Stelter, também do The New York Times, disse que o personagem "... está em uma missão pelo poder que é tão cheia de suspense quanto qualquer coisa na televisão". Do Daily News, Don Kaplan diz que "... o conivente Deputado Frank Underwood é facilmente um dos antiheróis mais complexos da televisão – exceto que ele não está na TV".
O produtor executivo David Fincher descreve Underwood como um "Maquiavel te levando sob sua proteção e andando pelos corredores do poder, explicando o totalmente mundano e crasso em um nível mecânico até a manipulação mais grotesca de um sistema que é feito para ter todos esses freios e contrapesos". Beau Willimon, criador e produtor executivo de House of Cards, o descreve como uma pessoa "sem remorssos, interesseira e que deseja o poder pelo poder". Andrew Davies, produtor executivo da produção original inglesa, acha que as mudaças ao personagem fizeram ele perder o "charme" do original. Laura Bennett do The New Republic concorda com a afirmação de Davies, dizendo que "Não há maldade no Frank Underwood de Spacey, apenas ambição dormente e maquinária".
O The Independent elogiou Spacey por interpretar o personagem mais "ameaçador", "escondendo sua raiva atrás de uma charmosa e antiquada cortesia sulista". O The New Republic percebeu que "Quando Urquhart falava com o público, era parcialmente no espírito de diversão conspiratória. Seu aparte despertava sagacidade. Ele não estava apenas lutando impiedosamente, ele se divertia, ironizando o ridículo de seu meio. Não há isso no Frank Underwood de Spacey, apenas uma ambição entorpecida e maquinária. Até sua afeição pela esposa é calculada".

## Underwood e Urquhart
Frank Underwood é a versão norte-americana de Francis Urquhart, o personagem original da minissérie da BBC. Urquhart é o maquiavélico Corregedor Chefe do Partido Conservador num parlamento pós-Margaret Thatcher. Ele empregava engano, astúcia, assassinato e chantagem para conseguir influenciar o Primeiro-Ministro do Reino Unido. De acordo com Beau Willimon, criador e produtor da série norte-americana, o nome foi alterado de um "dickensiano" para uma resonância "mais legitimamente americana" em Underwood. Urquhart era um aristocrata de nascimento, enquanto Underwood é um homem que construiu sua vida. Urquhart foi um dos primeiros anti-heróis da televisão, enquanto Underwood segue anti-heróis mais recentes como Tony Soprano, Walter White e Dexter Morgan.

## Prémios e nomeações
Nos terceiros Critics' Choice Television Awards, Kevin Spacey foi nomeado para Melhor Ator numa Série Dramática pela personagem Frank Underwood.
Spacey foi um dos primeiros atores a receber indicações ao Primetime Emmy Award por um papel em uma websérie. Foi indicado ao Emmy do Primetime de melhor ator em série dramática por sua interpretação de Underwood.